# سيدني بلاكمر
سيدني بلاكمر (بالإنجليزية: Sidney Blackmer)‏ مواليد 13 يوليو 1895 في سالزبوري، كارولاينا الشمالية، الولايات المتحدة - الوفاة 06 أكتوبر 1973 في نيويورك، الولايات المتحدة، هو ممثل أمريكي بدأ مسيرته الفنية سنة 1914. فاز بجائزة توني لأفضل ممثل في مسرحية. امتدت مسيرته الفنية لأكثر من 57 عاما.

## الأعمال
- السامي والقوي
- في شيكاغو القديمة
- ويلسون
- طفل روزماري

## روابط خارجية
- سيدني بلاكمر على موقع IMDb (الإنجليزية)
- سيدني بلاكمر على موقع الموسوعة البريطانية (الإنجليزية)
- سيدني بلاكمر على موقع ألو سيني (الفرنسية)
- سيدني بلاكمر على موقع تيرنر كلاسيك موفيز (الإنجليزية)
- سيدني بلاكمر على موقع أول موفي (الإنجليزية)
- سيدني بلاكمر على موقع قاعدة بيانات برودواي على الإنترنت (الإنجليزية)
- سيدني بلاكمر على موقع قاعدة بيانات الأفلام السويدية (السويدية)
- سيدني بلاكمر على موقع إن إن دي بي (الإنجليزية)
- سيدني بلاكمر على موقع قاعدة بيانات الفيلم (الإنجليزية)
- سيدني بلاكمر على موقع كينوبويسك (الروسية)